# Syngamia fervidalis
Syngamia fervidalis là một loài bướm đêm trong họ Crambidae.